# Isländische Badminton-Mannschaftsmeisterschaft 2018
Die Isländische Badminton-Mannschaftsmeisterschaft 2018 fand im Modus „Jeder gegen jeden“ vom 9. bis zum 11. Februar 2018 in Reykjavík statt. Meister wurde das Team von Tennis- og Badmintonfélag Reykjavíkur.

## Endstand
| Platz | Team              | Punkte | Spiele | G | U | V | Spielpunkte |   |    | Sätze |   |    | Bälle |   |      |
| 1     | TBR – Ljóshraði   | 5      | 3      | 2 | 1 | 0 | 18          | - | 6  | 36    | - | 17 | 1024  | - | 806  |
| ----- | ----------------- | ------ | ------ | - | - | - | ----------- | - | -- | ----- | - | -- | ----- | - | ---- |
| 2     | TBR – Ástarpungar | 4      | 3      | 2 | 0 | 1 | 15          | - | 9  | 35    | - | 18 | 984   | - | 897  |
| 3     | TBR/BH – Öllarar  | 3      | 3      | 1 | 1 | 1 | 14          | - | 10 | 28    | - | 23 | 936   | - | 944  |
| 4     | Team Hvalur       | 0      | 3      | 0 | 0 | 3 | 1           | - | 23 | 5     | - | 46 | 749   | - | 1046 |